# Michael Baird
Michael William Baird (n. 1 august 1983, Brisbane, Australia) este un fotbalist australian care evoluează în prezent la clubul PSM Makassar pe postul de atacant. Michael Baird a jucat atât în NSL cât și în Hyundai A-League petrecându-și timpul la echipe precum  New South Wales și Queensland. Tânărul atacant s-a mutat apoi în străinătate pentru a evolua în Liga I pentru Universitatea Craiova unde, după aproape 4 ani, din cauza unui litigiu, a preferat să plece înapoi în țara sa natală la Perth Glory unde a lipsit în primele etape neavând deja cartea verde, la Perth Glory avându-l iarăși ca și coechipier pe colegul său de la Universitatea Craiova Josh Mitchell precum și pe cu mult mai cunoscutul fost jucător al lui Liverpool Robbie Fowler. După un periplu de un an la Perth Glory la începutul anului 2011 a semnat cu Central Coast Mariners unde la fel a fost coleg cu foștii jucători ai Universității Craiova Joshua Rose și Daniel Mc Breen .

## Cariera de club
Michael Baird s-a născut în Newmarket, Brisbane și a început să joace fotbal la vârsta de 5 ani la echipa locală de juniori Newmarket SFC. În anul 2000 el a făcut pasul de la juniori la profesioniști, legitimându-se la clubul Brisbane Lions Soccer Club in prezent cu denumirea de Queensland Lions FC în Brisbane Premier League, el a rămas aici până la sfârșitul sezonului 2000-2001 unde în 17 partide a izbutit să marcheze de 7 ori, imediat sezonul următor 2001-2002 a fost promovat în NSL (National Soccer League) transferându-se la Brisbane Strikers aici el marcând în 14 meciuri de 7 ori, clasându-se cu echipa pe locul 4, dar la sfârșitul acelui sezon s-a transferat la echipa care l-a învins în semifinale South Melbourne FC pentru sezonul 2003-2003 NSL, între timp Baird a evoluat în 18 partide marcând 6 goluri, și echipa s-a clasat pe 7. Apoi a mai trecut câte un an pe la fiecare echipă după cum urmează Sydney Olympic, Queensland Lions, Bonnyrigg alb Eagles, Brisbane Roar în total la aceste cluburi evoluând în 45 de partide izbutind să marcheze 17 goluri.
Apoi a venit în Europa la clubul român Universitatea Craiova în anul 2006 unde a semnat un contract de 4 ani, fiind la prima experiență în Europa. Prima lui declarație la acest club fiind “Nu sunt speriat de România, deși în țara mea s-a scris destul de urât despre fotbalul de aici, făcându-se tot felul de speculații pe seama lui Michael Thwaite, de la FC Național. El a fost trimis în liga a treia din România, deși e în națională. Dar îi asigur pe suporterii Universității că vor vedea de la mine mai multe goluri decât ratări. Am discutat cu Guus Hiddink și m-a asigurat că, dacă voi înscrie pentru Craiova, voi fi prezent în echipa națională” aici în cei 4 ani aproape a marcat 12 goluri însă a stat o perioadă foarte mare de timp departe de gazon datorită multiplelor accidentări. După o ședere de 4 ani în Europa, unde a lăsat o impresie foarte bună unele din calitățile lui forte fiind ca a fost un jucător foarte puternic pe picioare și ambițios ajutând mai mereu echipa să facă pressing, s-a reîntors în țara s-a natală la Perth Glory unde nu a stat decât un an, apoi la Central Coast Mariners unde a fost mai mult accidentat și a jucat doar 5 meciuri. Anul 2011 luna noiembrie i-a adus un transfer alături de conaționalul său Brendan Gan în Malayezia la Sabah FA unde s-a integrat perfect marcând deja 4 goluri fiind una dintre vedetele echipei. Datorită unei accidentări foarte grave la genunchi ce va dura peste șase luni a terminat contractul cu Sabah unde este înlocuit de Hendrik Helmke.

## Cariera internațională
La vârsta de 19 ani a fost convocat în naționala Australiei pentru a juca în meciurile de calificare ale Oceania Football Confederation care duceau la turneul final de juniori (2003 FIFA World Youth Championship⁠(en)[traduceți]). A debutat într-un meci cu Vanuatu apoi a marcat 4 goluri într-o victorie categorică de 11-0 împotriva celor de la Fiji în prima manșă a turneului final.
Apoi a fost convocat să participe la turneul final de tineret U-20 din 2003 pentru Australia. A jucat în Australia-Emiratele Arabe Unite scor 2-0, apoi a jucat doar 32 de minute în partida dintre Australia și Canada scor 2-1. Australia aterminat în fruntea grupei sale cu 7 puncte la activ, lăsând o impresie frumoasă la acest turneu final mai ales cu o victorie surpriză asupra reprezentativei Braziliei scor 1-0.